# Pavlíkov
Pavlíkov är en köping i Tjeckien.   Den ligger i regionen Mellersta Böhmen, i den västra delen av landet, 50 km väster om huvudstaden Prag. Pavlíkov ligger 462 meter över havet och antalet invånare är 1 013.
Terrängen runt Pavlíkov är platt åt nordväst, men åt sydost är den kuperad. Pavlíkov ligger uppe på en höjd. Runt Pavlíkov är det ganska glesbefolkat, med 32 invånare per kvadratkilometer. Närmaste större samhälle är Rakovník, 5,3 km norr om Pavlíkov. Trakten runt Pavlíkov består till största delen av jordbruksmark.